# Jamides abdul
Jamides abdul är en fjärilsart som beskrevs av William Lucas Distant 1886. Jamides abdul ingår i släktet Jamides och familjen juvelvingar. Inga underarter finns listade i Catalogue of Life.

## Bildgalleri

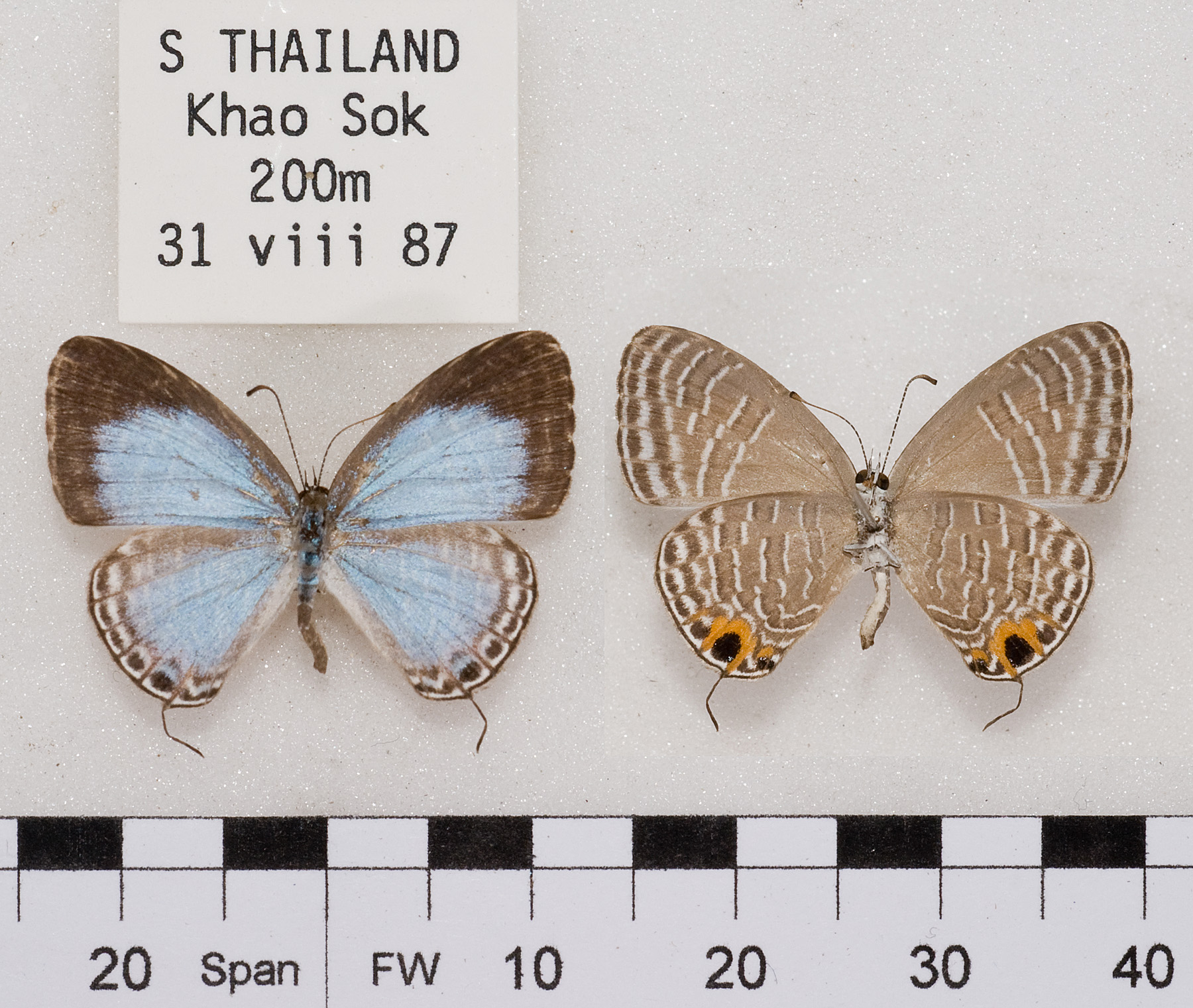